# Willy Kment
Wilhelm (Willy) Kment (Wenen, 17 september 1915 – Wenen, 22 december 2002) was een Oostenrijks voetballer en voetbaltrainer. Hij was onder andere coach van Feijenoord en het Noors voetbalelftal.

## Loopbaan
Kment startte zijn actieve voetballoopbaan rond 1932 bij Landstraßer AC. Van 1937 tot 1947 speelde hij bij de Wiener Sport-Club in de Gauliga Ostmark. Medio jaren vijftig was hij trainer van SBK Drafn Drammen in Noorwegen.
In 1956 werd Kment coach van VVV uit Venlo. Deze ploeg was een subtopper in de Nederlandse Eredivisie en won onder Kment in 1959 de KNVB beker door ADO met 4-1 te verslaan. Vanaf maart 1960 was Kment bondscoach van Noorwegen. Van 1962 tot 1964 trainde hij DOS en van 1964 tot 1967 was hij de coach van Feijenoord. Zijn eerste seizoen bij de Rotterdamse club was succesvol doordat Feijenoord als eerste Nederlandse ploeg de zogenaamde dubbel won. In seizoen 1965/66 werd Feijenoord in de eerste ronde van de Europacup I uitgeschakeld door Real Madrid. Thuis werd nog met 2-1 gewonnen, uit in het Bernabéustadion was Real met 5-0 te sterk.
Willy Kment keerde in 1967 terug bij het Noors elftal. In de twee periodes dat hij de bondscoach was, kwam hij tot 45 interlands. In de kwalificatiereeks voor het wereldkampioenschap voetbal 1970 werd op 6 november 1968 uit van Frankrijk gewonnen, maar desondanks wist Noorwegen zich niet te kwalificeren. Kment keerde terug naar zijn geboorteland Oostenrijk, waar hij vanaf 1970 twee jaar Linzer ASK trainde. Hij overleed in 2002 op 87-jarige leeftijd in zijn geboortestad Wenen waar hij ook ligt begraven.